# Волошин, Михаил Борисович
Михаи́л Бори́сович Воло́шин (14 мая 1953, Бухарест, Румыния — 20 марта 2020) — советский и американский физик-теоретик.

## Биография
Родился 14 мая 1953 года в Бухаресте (Румыния), где его отец, советский инженер-нефтяник, был в длительной командировке. В 1970 году окончил московскую Пятьдесят седьмую школу. Участвовал в IV Международной физической олимпиаде (1970) в Москве, взяв золотую медаль, став абсолютным победителем наряду с ещё четырьмя участниками.
В 1970 году был принят без экзаменов, как победитель международной олимпиады, на факультет общей и прикладной физики МФТИ. Учился на кафедре физики элементарных частиц, которой руководил К. А. Тер-Мартиросян. В 1974 году опубликовал свою первую научную работу (в соавторстве с И. Ю. Кобзаревым и Л. Б. Окунем), посвящённую теоретическому исследованию ложного (метастабильного) вакуума. Окончив МФТИ в 1976 году, поступил в Институт теоретической и экспериментальной физики, где через год (в 1977) защитил кандидатскую диссертацию под руководством Л. Б. Окуня. В 1983 году защитил докторскую диссертацию, посвящённую свойствам ипсилон-мезонов (боттомониев). Академия наук СССР наградила его премией и медалью по физике в 1983 году за цикл работ «Свойства тяжёлых кварковых систем вне теории возмущений квантовой хромодинамики».
В 1990 году эмигрировал в США, где работал профессором в Миннесотском университете вместе со своими коллегами Аркадием Вайнштейном и Михаилом Шифманом. С 1990 года преподаватель в Институте теоретической физики им. Уильяма Файна, на факультете естественных наук. С 2007 года в течение 6 лет занимал должность директора ИТФ им. Файна. Преподавал в Миннесотском колледже науки и техники. Fellow Американского физического общества с 1997 года. Автор многих замечательных результатов в квантовой теории поля и физике элементарных частиц, в частности, в физике кваркония.
В 2001 году Американское физическое общество присудило ему и американским физикам Натану Изгуру и Марку Вайзу премию Сакураи «За разработку метода разложения по массам тяжелых кварков и за открытие симметрии тяжелых кварков в квантовой хромодинамике, приведших к созданию количественной теории распадов с- и b-адронов». Лауреат премии Гумбольдта 2004 года. Автор более 250 научных работ.
Умер 20 марта 2020 года от лимфомы.

## Семья
Жена Наталья, сыновья Алексей и Михаил Волошины.

### Книги
- Волошин М. Б., Данилов М. В., Зайцев Ю. М. Мезонные фабрики // Физика на cτ-фабрике. — М.: ЦНИИатоминформ, 1989. — 33 с. — (Препр. / Институт теоретической и экспериментальной физики ; № 56-89).
- Волошин М. Б., Тер-Мартиросян К. А. Теория калибровочных взаимодействий элементарных частиц. — 1-е изд. — М.: Энергоатомиздат, 1984.
- Волошин М. Б., Тер-Мартиросян К. А. Теория калибровочных взаимодействий элементарных частиц. — 2-е изд. — М.: URSS, 2015. — 298 с. — ISBN 978-5-9710-1697-7.

### Статьи
- Волошин М. Б., Зайцев Ю. М. Физика Y-резонансов: десять лет спустя // Успехи физических наук. — М., 1987. — Т. 152. — С. 361—398.
- Волошин М. Б., Высоцкий М. И., Окунь Л. Б. Возможные электромагнитные свойства нейтрино и вариации потока солнечных нейтрино // Успехи физических наук. — М., 1986. — Т. 150. — С. 471—472.
- Волошин М. Б. Тяжёлый кварконий вне потенциальной модели // Успехи физических наук. — М., 1985. — Т. 145, вып. 1. — С. 141—143.
- Волошин М. Б., Вайнштейн А. И., Захаров В. И. Чармоний и квантовая хромодинамика // Успехи физических наук. — М., 1977. — Т. 123. — С. 217—255.